# 福安省

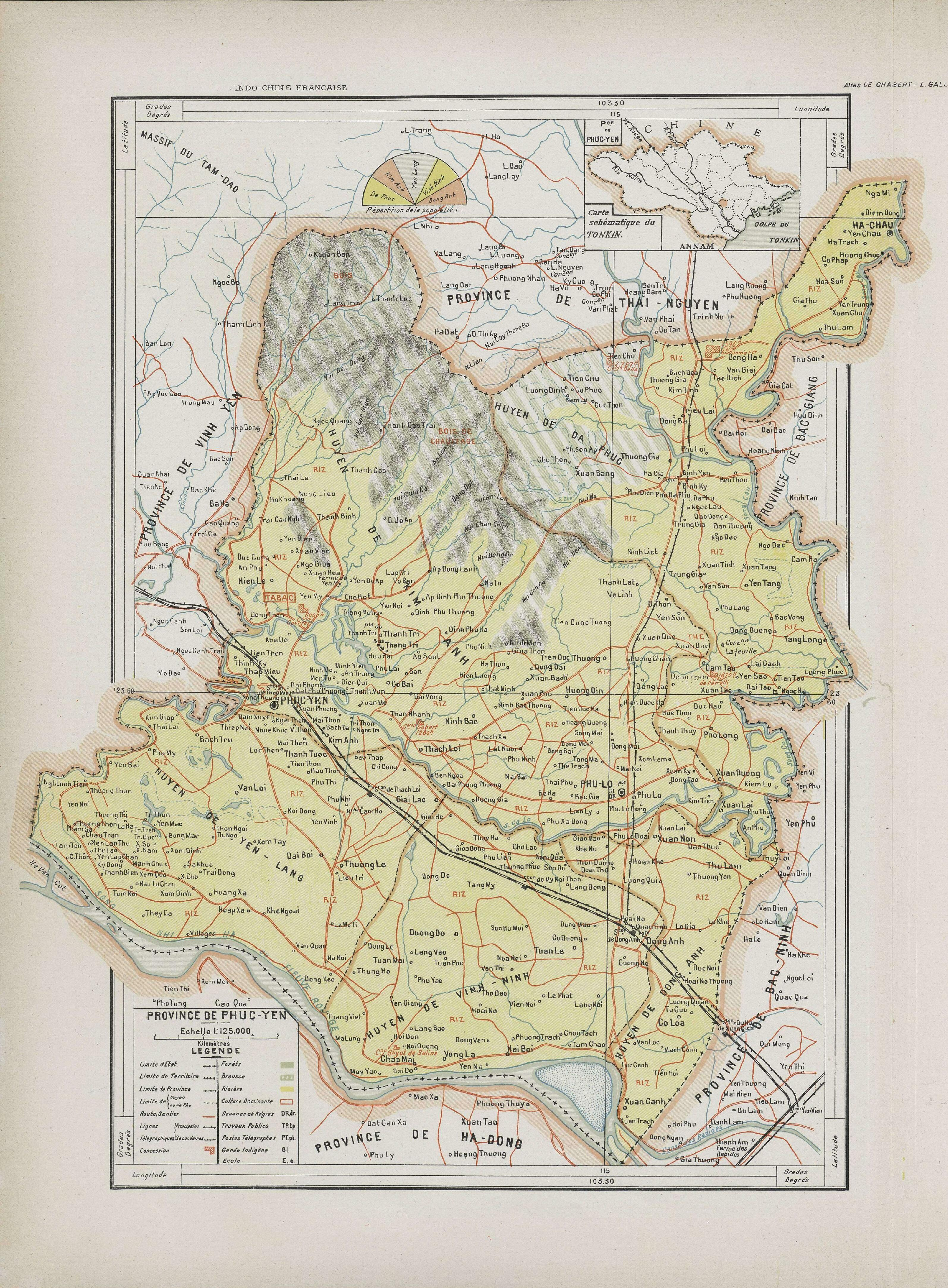
法属印度支那时期的福安省地图

福安省（越南语：／），是越南1906年至1962年之間的一個省份，主要包括今天的永福省東部和河內市北部。

## 建置沿革
福安省原是北寧省的一部分。1901年10月6日，殖民政府以北宁省多福府多福县、金英县、东溪县和永安省安朗县析置扶魯省，省蒞設於金英縣扶魯社。
1902年2月12日，東溪縣和安朗縣析置永寧縣。
1903年4月10日，東溪縣改名為東英縣。12月10日，扶魯省蒞遷至安朗縣白苧總塔廟村。
1904年2月18日，扶魯省正式改名為福安省。
1905年10月31日，省蒞正式設為福安市社。
維新年間，永寧縣被撤銷，併入周邊縣份。
啟定以後，安朗縣升格為安朗府，多福府降為多福縣。
1948年1月25日，越南政府将各战区合并为联区，战区抗战委员会改组为联区抗战兼行政委员会。第一战区和第十二战区合并为第一联区，设立第一联区抗战兼行政委员会，福安省划归第一联区管辖。
1948年，越南民主共和國政府廢府置縣，安朗府復名安朗縣。
1949年11月4日，第一联区和第十联区合并为越北联区，设立越北联区抗战行政委员会。福安省随之划归越北联区管辖。
1949年，越南國政府將永安省和福安省合併為永福安省。
1950年2月12日，越南民主共和國政府將永安省和福安省合併為永福省。

## 行政区划
1950年，福安省下轄福安市社、安朗縣、東英縣、金英縣、多福縣1市社4縣。